# Herb gminy Zambrów
Herb gminy Zambrów – jeden z symboli gminy Zambrów, autorstwa Tadeusza Gajla, ustanowiony 27 lipca 2009.

## Wygląd i symbolika
Herb przedstawia na tarczy w polu zielonym srebrną podkowę barkiem do góry, a w jej środku czarną głowę żubra. Podkowa nawiązuje zbiorczo do wszystkich mieszkańców gminy, a głowa żubra do herbu Zambrowa.